# Harry Sinden
Harry Sinden, kanadski hokejist, * 14. september 1932, Kingston, Ontario, Kanada.
Sinden je vso svojo kariero igral v nižjih severnoameriških ligah za klube Whitby Dunlops, Hull-Ottawa Canadiens, Kingston Frontenacs, Minneapolis Bruins, Providence Reds in Oklahoma City Blazers. Za kanadsko reprezentanco je nastopil na enih olimpijskih igrah, kjer je bil dobitnik srebrne medalje, in enem svetovnem hokejskem prvenstvu, kjer je osvojil zlato medaljo. Kot trener NHL kluba Boston Bruins je v sezoni 1969/70 osvojil Stanleyev pokal.